# Cyril Daryll Forde
Cyril Daryll Forde (Londen, 16 maart 1902 - aldaar, 3 mei 1973) was een Brits aardrijkskundige, antropoloog, etnoloog en afrikanist.

## Leven en werk
Forde studeerde in de VS aan de Universiteit van Californië - Berkeley onder de antropologen Alfred L. Kroeber en Robert Lowie. Onder hun invloed kwam hij bij de ecologische antropologie terecht. Zijn bekendste werk, Habitat, Economy and Society: a Geographical Introduction to Ethnology, verscheen in 1934 en was gebaseerd op veldonderzoek in Arizona en New Mexico in 1928-1929.
Vanaf 1945 ging hij als belangrijkste Britse vertegenwoordiger van de ecologische antropologie aan het University College London aan de slag. Forde droeg onder andere bij aan het structureel functionalisme. Forde werkte samen met Alfred Radcliffe-Brown, Meyer Fortes en Edward Evans-Pritchard. 
Forde leverde belangrijke bijdrages aan de antropologie van Afrika en van 1945 tot 1973 was hij directeur van het International African Institute.
- Biblioteca Nacional de España: XX930741
- Bibliothèque nationale de France: cb12284418k (data)
- Catàleg d'autoritats de noms i títols de Catalunya: 981058616733806706
- Gemeinsame Normdatei: 121127540
- International Standard Name Identifier: 0000 0001 1020 3213
- Library of Congress Control Number: n50024842
- Nationale Bibliotheek van Tsjechië: jn19981001212
- Nationale Bibliotheek van Israël: 987007463405405171
- Nederlandse Thesaurus van Auteursnamen: 068329881
- PIC: 376158
- LIBRIS: 187163
- Système universitaire de documentation: 031673872
- Virtual International Authority File: 4993336
- WorldCat: E39PBJvxqm8HjQvVJwQv7b8XBP